# František Novák (politik ODS)
František Novák (* 8. března 1946) byl český politik za Občanskou demokratickou stranu, po sametové revoluci československý poslanec Sněmovny národů Federálního shromáždění, v 90. letech poslanec poslanec Poslanecké sněmovny.

## Biografie
V roce 1990 se zmiňuje jako vedoucí pracoviště tkáňových kultur při Výzkumném ústavu bramborářském v Havlíčkově Brodě. Ve volbách roku 1992 byl zvolen za ODS, respektive za koalici ODS-KDS, do české části Sněmovny národů (volební obvod Východočeský kraj). Ve Federálním shromáždění setrval do zániku Československa v prosinci 1992.
Pocházel z okresu Havlíčkův Brod. 4. kongres ODS v roce 1993 ho zvolil do kontrolní a revizní komise strany. V roce 1998 zastával funkci předsedy Regionálního sdružení ODS východní Čechy.
Ve volbách v roce 1996 byl zvolen do Poslanecké sněmovny Parlamentu České republiky za ODS. Před senátními volbami roku 2000 se účastnil primárek ODS na post kandidáta do horní komory českého parlamentu za senátní obvod č. 44 - Chrudim. Nakonec se ale kandidátem občanských demokratů stal Petr Štěpánek. V roce 2008 se uvádí jako předseda Ústředního bramborářského svazu ČR z Havlíčkova Brodu.
Angažoval se rovněž v komunální politice. V komunálních volbách roku 1994 byl zvolen za ODS do zastupitelstva obce Radostín a opakovaně se do tamního zastupitelstva dostal i v komunálních volbách roku 1998 a komunálních volbách roku 2002. Profesně se uvádí jako zaměstnanec a ředitel firmy.